# Edsbergs tingslag
Edsbergs tingslag var ett tingslag i Örebro län i Västernärkes domsaga. 
Tingslaget inrättades 1680 och uppgick 1948 i Västernärkes domsagas tingslag.

## Omfattning

### Socknarna i häraderna
- Edsbergs härad